# Joseph Franklin Rutherford

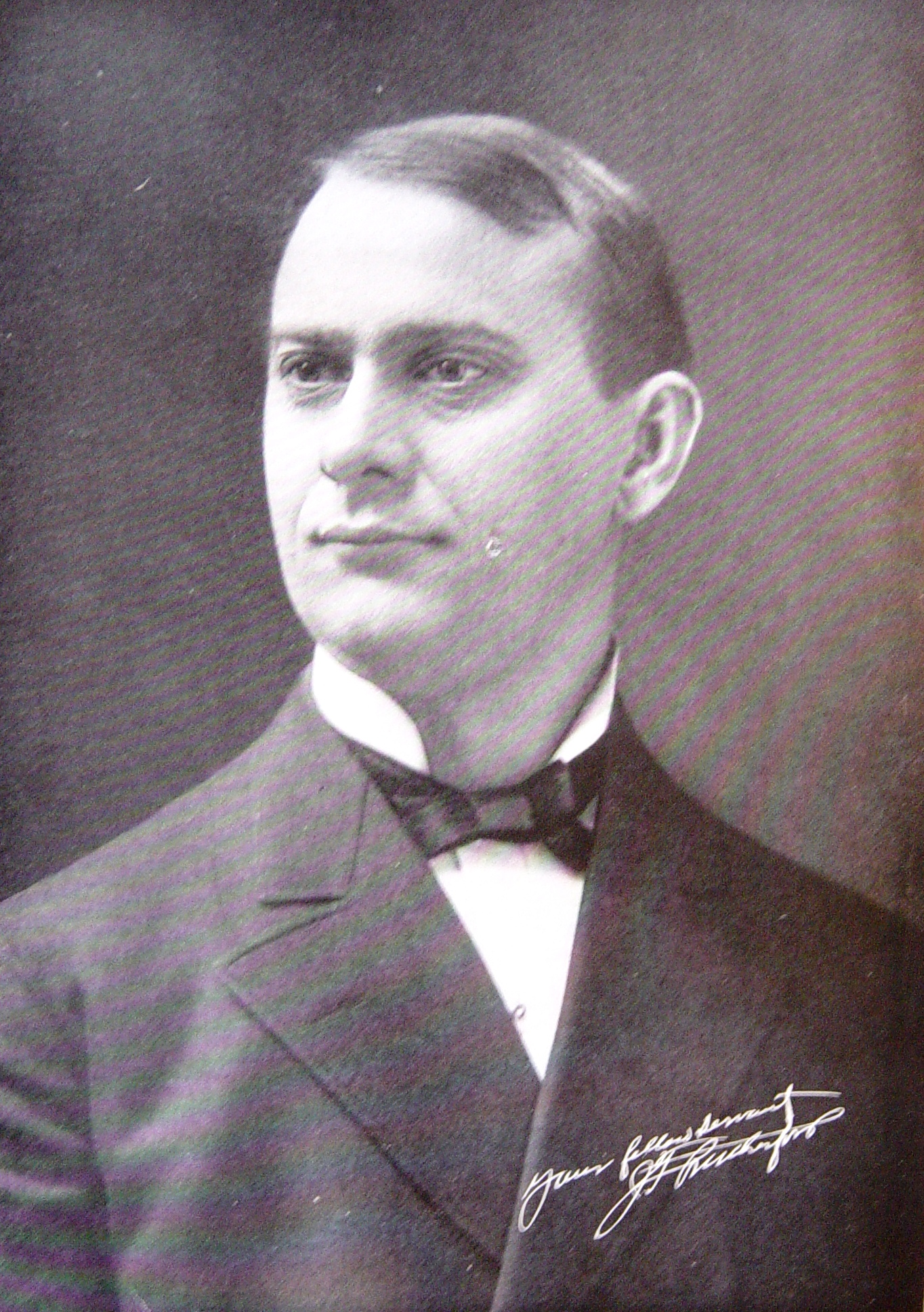
Joseph F. Rutherford

Joseph Franklin Rutherford (Morgan County (Missouri), 8 november 1869 - San Diego, 8 januari 1942) werd op 6 januari 1917 gekozen tot opvolger van Charles Taze Russell, stichter van de Bijbelonderzoekers, en daarmee tweede president van het Wachttoren-, Bijbel- en Traktaatgenootschap (in die tijd het kerkgenootschap van de geloofsgemeenschap van de Bijbelonderzoekers, die door Rutherford werd hernoemd tot Jehova's getuigen).

## Belangrijkste kenmerken van zijn presidentschap
De vroege periode van zijn presidentschap werd gekenmerkt door een bittere strijd met de directieraad van het Wachttorengenootschap, waarvan vier van de zeven leden hem beschuldigden van eigengereid gedrag en zijn bevoegdheden probeerden te beperken. Rutherford bestreed deze tegenstand door in een zogeheten "legal opinion" te stellen dat deze vier personen juridisch geen directielid waren en hen te vervangen door vier nieuwe, hem welgevallige leden. De verdreven directieleden beweerden in twaalf "legal opinions" dat Rutherfords acties "volledig onrechtmatig" waren. Deze crisis verdeelde de gemeenschap van Bijbelonderzoekers en droeg eraan bij dat tegen 1919 ongeveer een zevende van de aanhang was afgevallen.
In 1918 werd Rutherford samen met zes andere bestuurders van het Wachttorengenootschap gevangengezet op beschuldiging van het "zaaien van verdeeldheid" door anti-oorlog uitspraken in het boek The Finished Mystery.
Rutherford introduceerde vele organisatorische en leerstellige wijzigingen die vorm gaven aan het huidige geloof en de gebruiken van Jehova's getuigen. Hij legde de geloofsgemeenschap van de Bijbelonderzoekers een gecentraliseerde bestuurlijke structuur op, die hij later "theocratie" noemde, verlangde van alle leden van de geloofsgemeenschap dat zij de publicaties van het Wachttorengenootschap zouden verspreiden via een van-huis-tot-huis prediking, waarbij zij hun activiteit op vaste tijdstippen moesten rapporteren en hij startte opleidingsprogramma's voor het spreken in het openbaar als onderdeel van de wekelijkse diensten. Hij stelde 1914 vast als jaar van Christus' onzichtbare wederkomst, stelde dat Christus aan een boom in plaats van aan een kruis stierf, formuleerde het huidige concept dat Jehova's getuigen hebben van Armageddon als Gods oorlog tegen de goddelozen, stelde dat er twee klassen christenen zijn en herintroduceerde het geloof dat de komst van Christus' duizendjarige regering aanstaande was. Hij vaardigde ook uit dat de aanhangers geen gebruikelijke feesten mogen vieren, zoals Kerstmis en verjaardagen, geen nationale vlaggen mogen groeten of volksliederen zingen en in zijn laatste jaar vaardigde hij uit dat er op bijeenkomsten niet mocht worden gezongen. Hij introduceerde de naam "Jehova's getuigen" in 1931 en de term "koninkrijkszaal" voor de plaatsen van aanbidding in 1935.
Rutherford schreef 21 boeken en het Wachttorengenootschap beweerde in 1942 dat bijna 400 miljoen boeken en brochures van zijn hand waren verspreid. De aanhang verzesvoudigde bijna in de 25 jaar van Rutherfords presidentschap. De historici William Whalen en James Penton hebben beweerd dat Rutherford voor Russell was, wat Brigham Young was voor de Mormonen profeet Joseph Smith. Penton stelt dat zowel Russell als Smith bekwame religieuze leiders waren, maar naïeve visionairs, terwijl Rutherford en Young "keiharde pragmatici [waren] die een mate van continuïteit gaven aan de bewegingen die zij domineerden".

## Jonge jaren
Rutherford werd door zijn baptistische ouders opgevoed op een kleine boerderij. Hij moest als kind al hard werken in armoedige omstandigheden. Toen hij zestien was, ontwikkelde hij een interesse in de rechtspraak. Hij leende geld om te kunnen gaan studeren en betaalde het terug door te werken als colporteur voor encyclopedieën en stenograaf van de rechtbank. In 1892 slaagde hij voor zijn examens.
Waarschijnlijk ontwikkelde hij door zijn vroege ervaringen een verwantschap met de populistische ideeën van William Jennings Bryan en ontwikkelde hij een sterke persoonlijkheid, een uitgesproken — hoewel zelden in de praktijk gebrachte — sympathie voor de verdrukten en een diepgaande verachting voor de grote zakenwereld, politici en (later) de geestelijkheid.
Rutherford trouwde in 1890 met Mary Fetzer. Hun enige kind, Malcolm, werd op 10 november 1892 geboren. Enige tijd nadat hij president van het Wachttorengenootschap was geworden, scheidde hij stilletjes van zijn vrouw Mary. Het is niet duidelijk wat de reden van de echtscheiding was.

### Jurist
Rutherford werkte twee jaar als stagiair bij de rechtbank en werd een officiële stenograaf van het hof toen hij 20 was en werd in mei 1892 aangesteld bij de rechtbank van Missouri, toen hij 22 was. Hij werd procesjurist voor een advocatenkantoor en diende later vier jaar in Boonville als openbaar aanklager. Hij heeft korte tijd campagne gevoerd voor presidentskandidaat William Jennings Bryan. Bij enkele gelegenheden diende hij als reserve-rechter. Sindsdien liet hij zich aanspreken als "Judge (Rechter) Rutherford".

## Wachttoren-, Bijbel- en Traktaatgenootschap

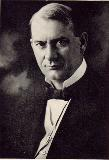
Joseph Franklin Rutherford

In 1894 kocht Rutherford drie delen van Charles Taze Russells Millennial Dawn-serie van twee colporteurs die zijn kantoor bezochten. Rutherford beschouwde in die periode alle religies als onoprecht, leeg en hypocriet, werd geraakt door Russells oprechtheid en zijn gevoelens jegens religie, waarin hij veel herkende. Rutherford schreef direct naar het Wachttorengenootschap om hen te vertellen hoezeer hij en zijn vrouw Mary de boeken hadden gewaardeerd. Twaalf jaar later liet hij zich dopen en begonnen hij en zijn vrouw Bijbelklassen te houden in zijn huis. In 1907 werd hij juridisch adviseur voor het Wachttorengenootschap en behandelde hij de rechtszaken ervan. Ook begon hij rond die tijd openbare lezingen te houden als een pelgrim vertegenwoordiger van het Wachttorengenootschap. Toen de gezondheid van Russell aftakelde, vertegenwoordigde Rutherford hem tijdens reizen naar Europa. Rutherford schreef in 1915 een pamflet getiteld A Great Battle in the Ecclesiastical Heavens, ter verdediging van Russell, en hij diende als voorzitter van het congres dat de Bijbelonderzoekers in Los Angeles hielden in september 1916.

### Directieraad
Tegen 1916 was Rutherford een van de zeven bestuursleden van het Wachttorengenootschap; toen Russell op 31 oktober 1916 overleed, werd hij — samen met vicepresident Alfred I. Ritchie en secretaris-penningmeester William E. Van Amburgh — gekozen om een driehoofdig bestuurscomité te vormen om de corporatie te leiden totdat een nieuwe president zou worden gekozen op de jaarlijkse algemene vergadering van januari 1917. Hij werd ook lid van het vijfhoofdige uitgeverscomité dat de uitgaven van The Watch Tower verzorgde vanaf de uitgave van 15 december 1916. Russell had in zijn testament bepaald dat het bestuur inzake het tijdschrift zou worden gevormd door een uitgeverscomité dat uit vijf personen zou bestaan en hij had de vijf mannen genoemd die het comité zouden vormen. Hij had Rutherford op een tweede lijst geplaatst van vijf reserves die eventuele vacatures in het comité zouden kunnen opvullen.
Bijbelonderzoeker Alexander H. Macmillan, die later diende als assistent van het bestuurscomité, schreef later dat de spanning op het hoofdkantoor van het Wachttorengenootschap steeg toen de dag van de verkiezing van de officiële posten binnen het Wachttorengenootschap naderbij kwam. Hij merkte op: "Een paar ambitieuze mannen op het hoofdkwartier hielden hier en daar verkiezingsbijeenkomsten, om stemmen te werven om hun kandidaten te laten verkiezen. Toch kregen Van Amburgh en ik veel stemmen. Veel aandeelhouders, die onze lange samenwerking met Russell kenden, stuurden ons hun volmacht om te gebruiken om op iemand te stemmen die wij het meest geschikt achtten." Macmillan, die beweerde dat hij een aanbod van een ziekelijke Russell had afgeslagen om de post van president na zijn dood op zich te nemen, kwam met Van Amburgh tot de conclusie dat Rutherford de beste kandidaat was. Hij schreef: "Rutherford wist niet wat er aan de hand was. Hij wierf zeker geen stemmen of hield verkiezingsbijeenkomsten, maar ik denk dat hij zich zorgen maakte, omdat hij wist dat als hij gekozen zou worden er veel werk zou wachten. . . . Er is geen twijfel bij ons dat de wil van de Heer werd gediend bij deze keuze. Het is zeker dat Rutherford zelf er niets mee van doen had."

### Omstreden presidentschap
Op 6 januari 1917 werd Rutherford, 47 jaar oud, zonder tegenstand, gekozen als president van het Wachttorengenootschap op de bijeenkomst in Pittsburgh. Snel volgde controverse. Tony Wills beweert dat er bewijzen zijn dat nominaties werden geschorst, waardoor aandeelhouders de kans werd ontnomen duizenden stemmen uit te brengen op andere kandidaten. Binnen enkele maanden voelde Rutherford zich genoodzaakt zichzelf tegen de geruchten te verdedigen dat hij "politieke methodes" had gebruikt om zijn verkiezing zeker te stellen. Rond juni 1917 was het dispuut inzake de benoeming van Rutherford aangezwollen tot wat hij noemde: een "storm" die het Wachttorengenootschap voor de rest van 1917 verscheurde.
Bijbelonderzoekers werden tot diep in 1917 overspoeld met pamfletten van Rutherford aan de ene kant en Paul S.L. Johnson en vier door Rutherford afgezette directeuren aan de andere kant. Beide kampen beschuldigden de tegenstanders van een ernstig verkeerde voorstelling van zaken met als doel macht op te eisen. De controverse verscheurde de geloofsgemeenschap van de Bijbelonderzoekers en sommige gemeenten splitsten in tegengestelde groepen die loyaal waren aan Rutherford of juist aan degenen die hij had uitgestoten. Rutherfords vier tegenstanders deden nog één poging om hem af te zetten en beweerden dat hoewel hij de steun had van de meeste invloedrijke aandeelhouders, hij steun ontbeerde van de Bijbelonderzoekers in zijn geheel. Derhalve riepen zij op tot een democratische verkiezing onder alle Bijbelonderzoekers. Rutherford schreef in oktober: "Ik heb niet gestreefd naar verkiezing tot president en ik streef niet naar herverkiezing. De Heer is in staat zijn eigen aangelegenheden te verzorgen." Vervolgens zette hij zijn tegenstanders buiten spel door een referendum te organiseren voor alle Bijbelonderzoekers. Deze zou gehouden worden in december, één maand voor de jaarvergadering in Pittsburgh. Hoewel de stemming niet bindend was, werd er gestemd in de meer dan 800 gemeenten in de Verenigde Staten; Rutherford kreeg meer dan 95% van de stemmen voor president. Zijn concurrenten stonden 10e tot en met 13e op de lijst van toekomstige directeuren, waarbij de meeste steun werd gegeven aan Rutherfords toenmalige zes mede-directeuren. Op 5 januari 1918 werd Rutherford bevestigd in zijn ambt en kreeg 194 106 stemmen van de aandeelhouders. Van de voormalig directeuren kreeg Hirsh de meeste stemmen: 23 198 en eindigde op de 10e plaats. Prompt werd een resolutie opgesteld en aangenomen dat Hirsh zich moet terugtrekken uit het uitgeverscomité.
Rutherford gaf op de bijeenkomst toe dat hij veel fouten had gemaakt, maar rond medio 1919 had een zevende van de Bijbelonderzoekers verkozen de geloofsgemeenschap te verlaten in plaats van zijn leiderschap te accepteren en vormde groepen als Paul Johnson Movement, Dawn Bible Students Association, Pastoral Bible Institute of Brooklyn, Elijah Voice Movement en Eagle Society.
In december 1918 beschouwden Charles E. Heard en sommige anderen de aanbeveling van Rutherford om war bonds (oorlogsaandelen) te kopen als een verdraaiing van Russells pacifistische leringen en startten de Stand Fast Bible Students Association in Portland, Oregon.

## The Finished Mystery
Eind 1916 vroegen twee prominente Bijbelonderzoekers op het hoofdbureau in Brooklyn, Clayton J. Woodworth en George H. Fisher, toestemming van het bestuurscomité om een boek te produceren over de profetieën in de Bijbelboeken Openbaring en Ezechiël, voornamelijk gebaseerd op de geschriften van Russell. Het werk aan het boek, The Finished Mystery, dat werd gepresenteerd als het postume zevende deel van Russells Schriftstudies, vond plaats zonder medeweten van de volledige directieraad en het uitgeverscomité en werd vrijgegeven voor de staf op het hoofdbureau op 17 juli 1917, de dag waarop Rutherford de benoeming van de vier nieuwe directieleden aankondigde.
Hoewel het boek werd verworpen door Rutherfords tegenstanders, was het een onmiddellijk een bestseller, werd in zes talen vertaald en als serie gepubliceerd in The Watch Tower. Omdat hij geloofde dat in 1918 Gods Koninkrijk op aarde zou worden bevestigd en de heiligen ten hemel zouden worden opgenomen, schreef Rutherford in januari van dat jaar: "Christenen verwachten dat het jaar de volledige vervulling zal brengen van de hoop van de kerk." Hij begon een grote campagne om de "onrechtvaardigheid" van religies en hun verbintenissen met de "monsterlijke" regeringen te ontmaskeren, waarbij hij voortborduurde op de bewering in The Finished Mystery dat patriottisme een waanidee en moord is. De campagne trok de aandacht van regeringen en op 12 februari 1918 werd het boek verboden door de Canadese regering, vanwege wat een krant uit Winnipeg omschreef als "verdeeldheid zaaiende, anti-oorlog uitspraken". Op 24 februari gaf Rutherford in Los Angeles een lezing getiteld: "De wereld is geëindigd — Miljoenen die nu leven hoeven nooit te sterven", waarin hij de geestelijkheid aanviel met de verklaring: "Als klasse is de geestelijkheid, volgens de Schrift, het meest verantwoordelijk voor de Grote Oorlog die de mensheid nu treft." Drie dagen later viel het Army Intelligence Bureau het kantoor van het Wachttorengenootschap in Los Angeles binnen en nam lectuur in beslag.
Vroeg in 1918 veroordeelde de "US Attorney General" Thomas Watt Gregory The Finished Mystery als "een van de gevaarlijkste voorbeelden van . . . propaganda . . . een werk dat in extreem religieuze taal is geschreven en in enorme aantallen wordt verspreid." Er werden arrestatiebevelen uitgevaardigd tegen Rutherford en zeven andere directeuren en beambten van het Wachttorengenootschap op aanklacht van "verdeeldheid zaaien" zoals bedoeld in de "Espionage Act" uit 1917. Op 21 juni werden zeven van hen, waaronder Rutherford, veroordeeld tot 20 jaar gevangenschap. Rutherford was bang dat zijn tegenstanders in zijn afwezigheid de macht over het Wachttorengenootschap zouden grijpen. Op 2 januari 1919 vernam hij echter dat hij was herkozen als president op de jaarvergadering in Pittsburgh, wat hem sterkte in zijn overtuiging dat God hem op die post wilde hebben. In maart 1919 werden de directieleden op borgtocht vrijgelaten nadat een hof van beroep had geoordeeld dat zij ten onrechte waren veroordeeld; in mei 1920 kondigde de regering aan dat alle aanklachten werden geseponeerd.

## 1925 en Beth Sarim

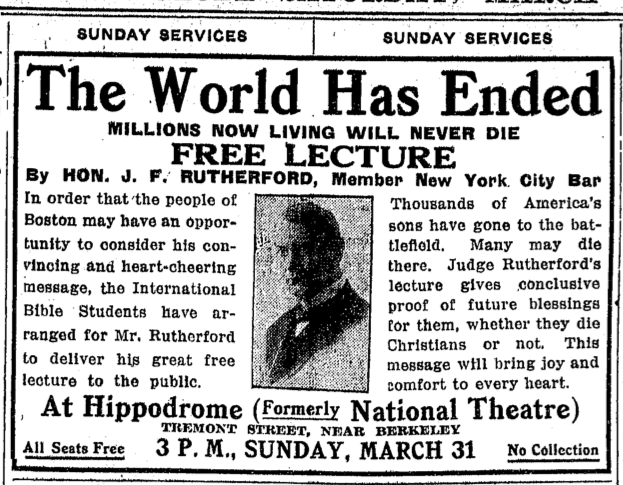
Advertentie voor de Hippodrome, Boston, Massachusetts.

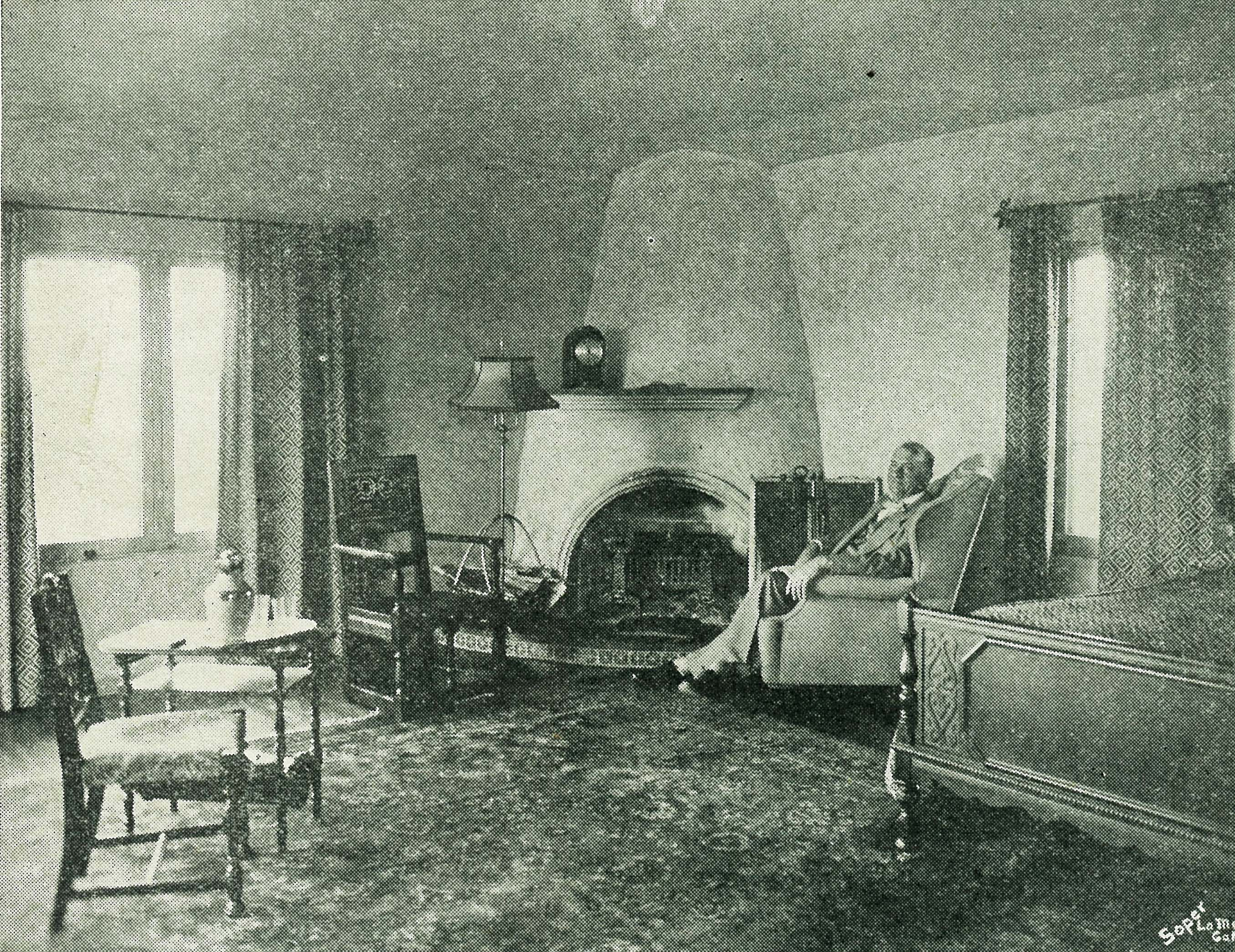
Rutherford voor de haard van Beth Sarim - Het "Huis van de Vorsten".

Na de afname van het aantal leden van de geloofsgemeenschap door bovengenoemde ontwikkelingen, steeg het aantal explosief in de periode 1919 - 1925. De belangrijkste oorzaak daarvan waren de voorspellingen inzake 1925, geformuleerd in de campagne "Miljoenen die nu leven zullen nooit sterven". Op basis van een berekening van "jubeljaren" (gebaseerd op Three Worlds van Barbour en Russell) was Rutherford tot de "zekere en onbetwistbare conclusie" gekomen dat het herstel tot het aardse Paradijs zou starten in 1925, gemarkeerd door de opstanding van "oude getrouwe" "vorsten" als Abraham, Jozef en David.
Om een waardige huisvesting te verschaffen aan de uit de doden herrezen aartsvaders, de "vorsten" van de "Nieuwe Wereld", zamelden de Bijbelonderzoekers geld in om in San Diego, Californië een paleis te laten bouwen: Beth Sarim ("Huis van de Vorsten"). In de periode ter overbrugging totdat de "vorsten" waren opgestaan, bewoonde Rutherford het in de winter, volgens het Wachttorengenootschap om gezondheidsredenen. In werkelijkheid leefde Rutherford een groot deel van zijn laatste jaren in dit paleis en stierf er uiteindelijk ook. Het Wachttorengenootschap heeft met betrekking tot "Beth Sarim" ooit beweerd: "Na verloop van tijd schonk iemand een bedrag dat ervoor bestemd was in San Diego een huis voor broeder Rutherford te bouwen", maar vanaf 1993 erkennen zij dat dit een misleidende en onjuiste voorstelling van zaken was, hoewel nog altijd geen volledige openheid van zaken wordt gegeven.
Toen de voorspellingen inzake 1925 niet uitkwamen, decimeerde de aanhang van de geloofsgemeenschap. Tegen Fred Franz zei Rutherford "dat hij een ezel van zichzelf had gemaakt inzake 1925". Het paleis "Beth Sarim" werd echter aangehouden als werkkantoor van Rutherford:

Twaalf winters lang gebruikten Rechter Rutherford en zijn medewerkers Beth Sarim. Het werd niet gebruikt als een vakantie-oord, maar als een winter-werkplaats. De boeken Vindication tot en met Kinderen werden hier geschreven, net als vele Wachttoren-artikelen en brochures. Bestuurlijke instructies voor bijkantoren overal op aarde werden ook verzonden vanaf Beth-Sarim gedurende de aanwezigheid van de Rechter daar. Op Beth Sarim voltooide Rechter Rutherford het materiaal voor het Jaarboek 1942, het laatste werk voor zijn dood. Hij dicteerde het materiaal vanaf zijn sterfbed.

Enkele jaren na de dood van Rutherford verkocht het Wachttorengenootschap "Beth Sarim", omdat "het . . . zijn doel volledig gediend [had] en vormde nu slechts een monument dat behoorlijk duur was in het onderhoud; ons geloof in de terugkeer van de mannen uit de oudheid, die door de Koning Christus Jezus tot vorsten op de GEHELE aarde (niet slechts in Californië) gemaakt zullen worden, is niet op dat huis Beth-Sarum gebaseerd, maar op Gods Woord van belofte."

## "Verklaring van Feiten"
Toen in 1933 het nazi-regime aan de macht kwam, begon het de activiteiten van de Bijbelonderzoekers te verbieden. Veel bezittingen van het Wachttorengenootschap werden in beslag genomen, zodat Rutherford en Knorr zelfs persoonlijk naar Duitsland kwamen om te trachten deze bezittingen veilig te stellen. In een poging het tij te keren, en de nazi's te verzekeren dat ze van de kant van de Bijbelonderzoekers geen tegenstand hadden te verwachten, stelde Rutherford een "Verklaring van Feiten" op. Alle hoge regeringsfunctionarissen moesten een exemplaar ontvangen. Deze "Verklaring van Feiten" was bedoeld om de kritiek van tegenstanders te weerleggen en het wantrouwen bij de nazi's weg te nemen door het gezagsgetrouwe karakter van de Bijbelonderzoekers te benadrukken.
Daar de "Verklaring van Feiten" in beginsel aan de nazi-autoriteiten gericht was, werden alle middelen aangewend om een zo pro-Duits beeld als mogelijk was te schilderen, waarbij uitspraken over Joden werden gedaan die achteraf zelfs als antisemitisch zouden kunnen worden gezien. Waar mogelijk probeerde de "Verklaring" de overeenkomsten van de principes het Wachttorengenootschap met die van de nazi-regering te benadrukken. De Bijbelonderzoekers in Duitsland waren ernstig teleurgesteld in de inhoud van de "Verklaring van Feiten". Het Wachttorengenootschap heeft lange tijd beweerd dat de Duitse tekst een afgezwakte versie was van de oorspronkelijke tekst van Rutherford, om moeilijkheden met het regime te voorkomen. Daarbij werd verwezen naar het feit dat de vertaling werd gemaakt door ene Balzereit, die de geloofsgemeenschap twee jaar later verliet. Dat dit niet klopt, blijkt uit vergelijking van de volledige Engelse tekst van de "Verklaring van Feiten" die is opgenomen in het Jaarboek voor 1934, waarbij deze tekst vrijwel identiek is aan de Duitse versie.

## Overlijden en begrafenis
Rutherford stierf op 8 januari 1942 op 72-jarige leeftijd na een lang ziekbed ten gevolge van darmkanker. Zijn ambt ging over op Nathan Homer Knorr.
Een lid van de staf van het Wachttorengenootschap vertelde over de aankondiging van het overlijden van Rutherford: "Het gebeurde in het middaguur, toen de familie voor het middagmaal bijeenwas. De aankondiging was kort. Er werden geen toespraken gehouden. Niemand nam vrij om te rouwen."
Rutherfords begrafenis werd drie-en-een-halve maand vertraagd vanwege juridische procedures die ontstonden vanwege zijn wens op het terrein van "Beth Sarim" te worden begraven. Hij had dit aan drie naaste medewerkers onthuld. Volgens Consolation "keek Rechter Rutherford uit naar de snelle triomf van 'de Koning van het Oosten', Christus Jezus, die nu de legerscharen aanvoert en wenste hij bij zonsopgang begraven te worden met zijn gezicht naar de zon, in een geïsoleerd stukje grond dat bestuurd zou worden door de vorsten, die uit hun graf zouden terugkeren." "Beth Sarim" was echter geen officiële begraafplaats. Jehova's getuigen zamelden daarom meer dan 14 000 handtekeningen in om een petitie te steunen zodat Rutherford sterfbedwens zou kunnen worden vervuld. De advocaat van het Wachttorengenootschap (Hayden C. Covington) begon een rechtszaak om Rutherford te kunnen begraven op het terrein van "Beth Sarim", maar deze werd verloren. Uiteindelijk werd Rutherford begraven op Staten Island.

## Karakter en houding
Rutherford was een grote man die alleen al door zijn verschijning respect afdwong. Hij had een luide, diepe stem en leek in alles op een zuidelijke Amerikaanse senator. Hij ging met zijn vrienden om als een despoot en was meedogenloos richting zijn vijanden. Hij was onderhevig aan stemmingen, was soms zo bot dat het grof was en had een explosief karakter dat hem zo nu en dan tot fysiek geweld dreef. Hij was zo overtuigd van zijn eigen (religieuze) opvattingen dat hij een ieder die hem tegenstond zag als aanhangers van de duivel.
Historicus Penton beschrijft Rutherford als volgt:

Het meest curieuze trekje van Rutherford was wel dat hij in sommige puriteinse zaken "roomser dan de paus was", terwijl hij in andere ronduit losbandig was. Hij gebruikte veelvuldig vulgaire taal, was een alcoholist en werd ooit door een naaste medewerker beschuldigd een klucht met veel naakt te hebben bijgewoond met twee collega-ouderlingen en een jonge vrouwelijke Bijbelonderzoeker op een woensdagavond voorafgaand aan de herdenking van het Avondmaal.

Hoewel het Wachttorengenootschap tracht de feiten rond het drankgebruik van Rutherford te verdoezelen, vertellen voormalige medewerkers die op het hoofdbureau van het Wachttorengenootschap werkten, verhalen over zijn drankzucht en zijn dronken buien. Anderen vertellen hoe moeilijk het vanwege zijn dronkenschap soms was hem op het podium te krijgen om een lezing te houden. Een sterk beschuldigend verslag is te vinden in een open brief van de landsopziener van het Wachttorengenootschap in Canada, Walter Salter. Salter was jarenlang een intieme vriend en vertrouweling van Rutherford, maar in 1936 brak hij met hem en werd hij uitgesloten (geëxcommuniceerd). In een open brief legde Salter uit wat hem tot zijn besluit had gedreven en deed hij uitvoerig verslag van het drankgebruik van Rutherford.
Geschiedenis van het christendom · christendom van A tot Z